# Akce B (1952–1953)
Akce B je krycí název pro centrálně organizované násilné vysidlování komunistům nepohodlných lidí z velkých měst na venkov, často do zřícenin v pohraničí, k bydlení nezpůsobilých. Akce probíhala v komunistickém Československu v letech 1952–1953. Postiženy byly tisíce rodin, především z Prahy, Bratislavy a Plzně.
Jednotlivě k této mimosoudní perzekuci docházelo už od července 1948, kdy vstoupil v platnost zákon umožňující státně nespolehlivým osobám zrušit nájem a sebrat právo pobytu s okamžitou platností.